# Langenwetzendorf
Langenwetzendorf is een gemeente in de Duitse deelstaat Thüringen, en maakt deel uit van de Landkreis Greiz.
Langenwetzendorf telt 4.065 inwoners.

## Geografie

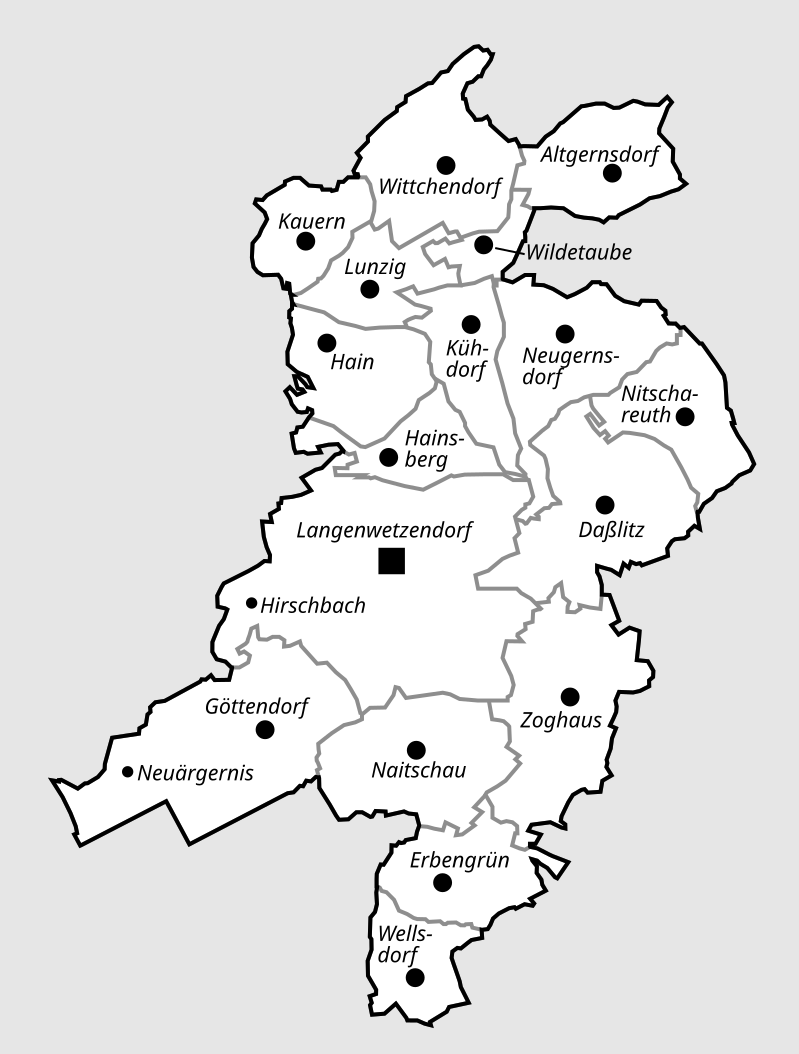
Bestuurlijke indeling

Langenwetzendorf ligt in het Thüringer leisteengebergte strekt zich over een lengte van circa 4 km uit langs de Leuba. De dichtstbijzijnde grotere plaatsen zijn de Kreisstadt Greiz en de stad Zeulenroda-Triebes.

### Buurgemeenten
Buurgemeenten zijn de eveneens tot de Landkreis Greiz behorende gemeenten Hohenleuben, Weida, Berga/Elster en Neumühle alsmede de steden Greiz en Zeulenroda-Triebes. De plaats Kühdorf kon het niet eens worden over toetreding tot Langenwetzendorf en vormt een enclave in het gemeentegebied.

### Bestuurlijke indeling
Tot Langenwetzendorf behoren de tussen 1992 en 2014 toegetreden Ortsteile Altgernsdorf, Daßlitz, Naitschau, Nitschareuth, Erbengrün, Hain, Hirschbach, Hainsberg, Kauern, Langenwetzendorf, Lunzig, Neugernsdorf, Wildetaube, Wittchendorf, Wellsdorf, Zoghaus, Göttendorf en Neuärgerniß.